# Rete tranviaria di Liepāja
La rete tranviaria di Liepāja è la rete tranviaria che serve la città lettone di Liepāja.

## Storia
La rete tranviaria venne gravemente danneggiata durante il secondo conflitto mondiale, per poi essere ripristinata il 15 dicembre 1947.